# Чучмій Іван Петрович
Іва́н Петро́вич Чучмі́й (12 грудня 1934, Зеленьки — 20 січня 2004) — український науковець, доктор сільськогосподарських наук, професор кафедри генетики, селекції та насінництва Уманського державного аграрного університету. Автор понад 30 сортів і гібридів кукурудзи, пшениці, ячменю. Нагороджений орденом Трудового Червоного прапора, лауреат Державних премій СРСР та УРСР.

## Біографічні відомості
Народився 12 грудня 1934 року у селі Зеленьки, що у Миронівському району на Київщині.
Виховувався у сім'ї колгоспників, що мала п'ятеро дітей у часи і в селі, охопленому Голодом; до дорослого віку дожило лише два сини. Мама працювала у ланці, а тато — у кузні й на розпилі дубових і соснових кругляків.
У 1953 р. після закінчення Зеленьківської середньої школи Іван вступає на агрономічний факультет Української сільськогосподарської академії (нині — Національний університет біоресурсів і природокористування України), а в 1958 році — успішно закінчує його.
За направленням академії з 1958 по 1961 рік працював агрономом-насінярем радгоспу «Барсуківщина» Талалаївського району Сумської області. Вступає до аспірантури на кафедру селекції і насінництва рідної академії. Під керівництвом Професора М. О. Зеленського вчасно підготував і у 1964 році успішно захистив дисертацію на здобуття наукового ступеня кандидата біологічних наук. Після закінчення аспірантури Іван Петрович за направленням академії прибув до Черкаської обласної сільськогосподарської дослідної станції, що у с. Холоднянське Смілянського району (нині Черкаський інститут АПВ УААН), де у 1964—1990 роках працював на посаді завідувача відділу селекції зернових культур.
У 1989 році Іван Чучмій успішно захищає дисертацію, подану на здобуття наукового ступеня доктора сільськогосподарських наук за спеціальністю 06.01.05 — селекція і насінництво.
У 1990 році І. П. Чучмій обирається професором кафедри генетики, селекції та насінництва Уманського державного аграрного університету, а з 1993 до 2004 року очолює цю кафедру.
Виростив сина й доньку.
Помер 20 січня 2004 року.

## Наукові досягнення
Районував понад 30 сортів і гібридів кукурудзи, озимої пшениці і ячменю. Та все ж його найбільші наукові досягнення пов'язані з селекцією гібридної кукурудзи.
Розроблені ним особисто і внаслідок плідної співпраці з колегами нові методи селекції, інбредні лінії і гібриди кукурудзи нового покоління експонувались на виставках Держплану СРСР, ВДНГ СРСР, ВДНГ УРСР і відзначені багатьма медалями.
У колишньому СРСР його сорти і гібриди вирощувались щорічно на площі 4-6 млн га. До Реєстру сортів рослин України на 2001 рік було занесено 23 гетерозисні гібриди кукурудзи, 8 з яких займали третину всієї посівної площі кукурудзи в Україні.
Нагороджений значком «Найкращий винахідник сільського господарства СРСР», Орденом Трудового Червоного прапора у 1973 році та ювілейними медалями і медаллю «Ветеран праці». За участь в циклі робіт «Розробка методів експериментального одержання і практичного використання індукованих мутацій у рослин» йому присуджена Державна премія Української РСР в галузі науки і техніки 1982 року. За розробку методів селекції і створення ранньостиглих гібридів кукурудзи присуджена Державна премія СРСР в галузі науки і техніки 1986 р. Монографія «Генетические основы и методы селекции скороспелых гибридов кукурузы» [5] у 1993 році відзначена премією Президії Академії наук України імені В. Я. Юр'єва.
Результати наукової роботи І. П. Чучмія висвітлені у понад 150 наукових працях, у тому числі: монографіях, навчальних посібниках і близько 50 авторських свідоцтвах і патентах.

## Творча діяльність
Крім наукової і педагогічної праці, захоплювався і літературною роботою. З перших днів перебування в Умані став дійсним членом Уманського літературного клубу, керував університетською літературною студією, брав участь у художній самодіяльності, читав гуморески, співав у хорі.
Писав гуморески, публікував їх у періодиці й поетичних збірках, які видавав за кошти шанувальників його таланту. За 1994–2000 рр. в республіканських, обласних і районних газетах, альманасі «Холодний Яр», та в антології гумору Черкащини «Перепустка в безсмертя» було опубліковано понад 800 гуморесок, які й дотепер друкуються й озвучуються на Національному радіо в програмах «Сміхограй», «Від суботи до суботи» й інших. Ним було видано три збірки гуморесок — «Смійтесь, добрі люди!» (1998), «Смішне сьогодення» (2000) і «Усміхнімось, браття!» (2002).
Поетична творчість Івана Петровича Чучмія вивчається українськими науковцями і використовується під час написання наукових статей і дисертацій з філології, що свідчить про визнання його поетичного таланту професіоналами-філологами.